# 拉利伯塔德 (韋韋特南戈省)
拉利伯塔德（西班牙語：La Libertad）是危地馬拉的城鎮，位於該國西北部，由韋韋特南戈省負責管轄，面積104平方公里，海拔高度1,528米，2002年人口28,563，人口密度每平方公里274.64人。